# Ринджані
Рінджані (індонез. Gunung Rinjani, англ. Mount Rinjani) — стратовулкан в Індонезії і найвища вершина острова Ломбок. Один з найактивніших вулканів у країні.

## Географія

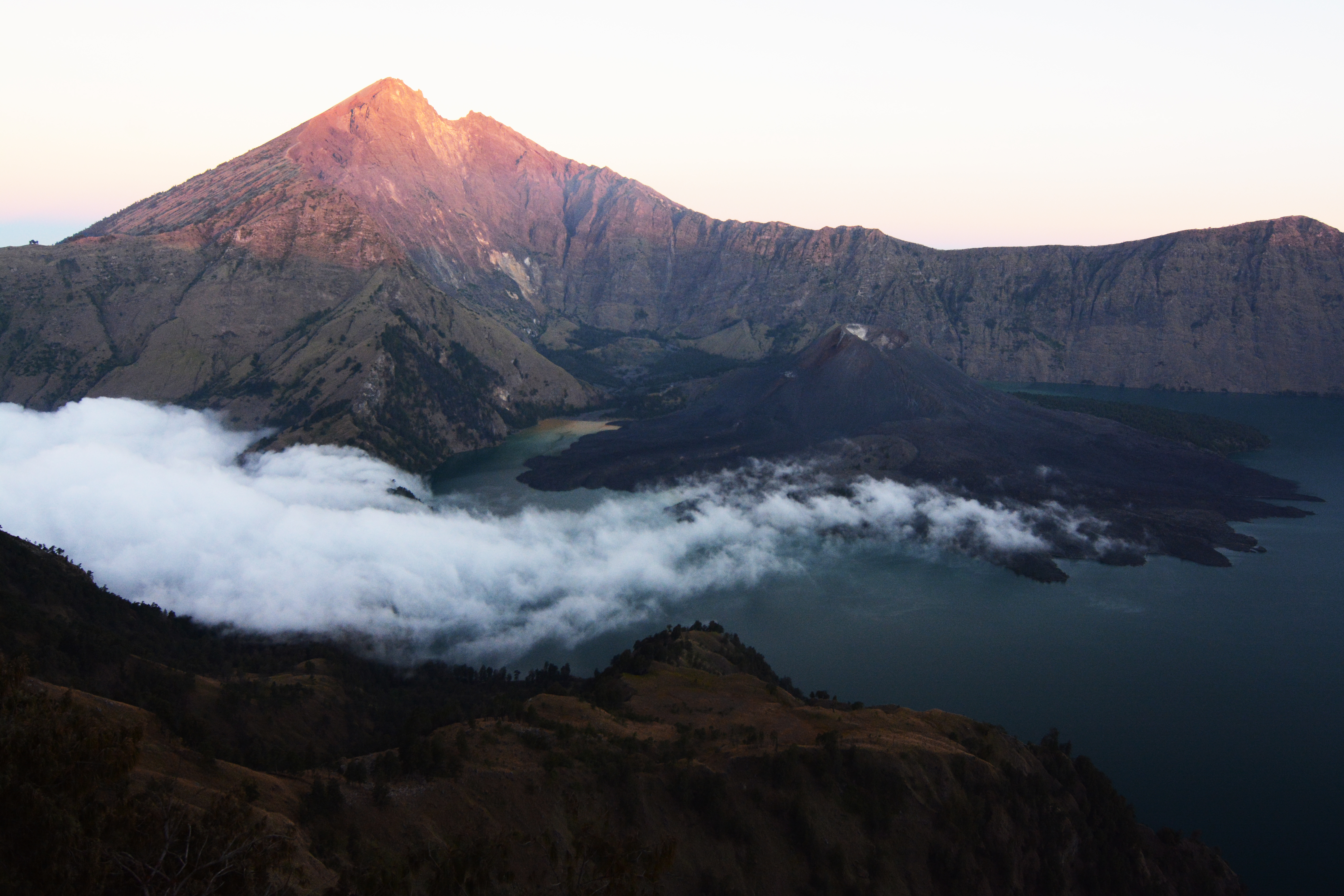
Вид з західної частини кратера вулкана Рінджані. Ломбок, Індонезія

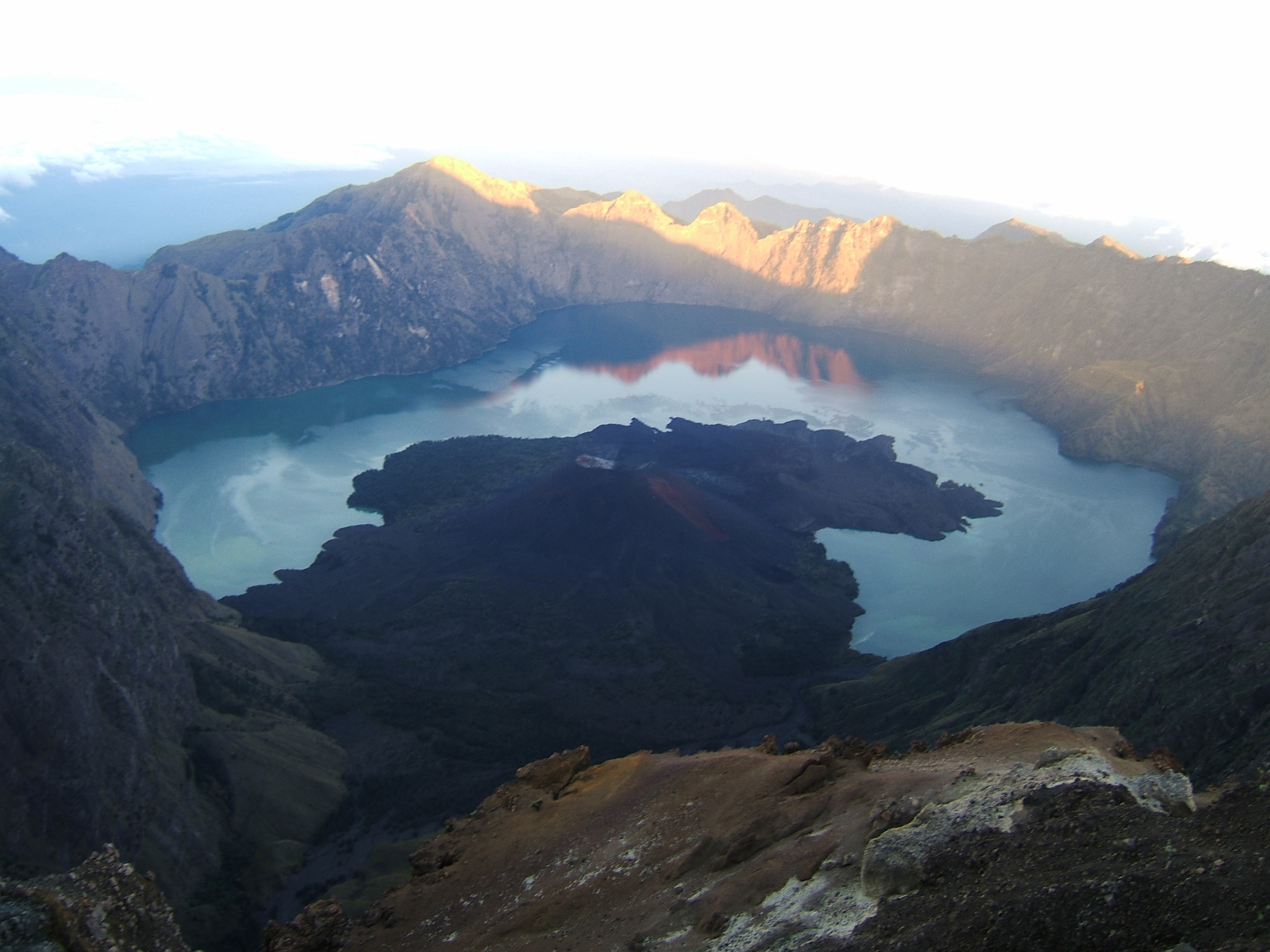
Вулканічний кратер «Сегара Анак» на вершині Ринджані

Вулкан розташований на території національного парку Ґунунг Ринджані, у північній частині острова Ломбок, на стику кордонів округів Північний Ломбок, Східний Ломбок та Центральний Ломбок провінції Західна Нуса-Тенггара, за 1600,66 км на південь від найближчої вищої гори Кінабалу (4095 м), за 28 км на схід — північний схід від іншої гори острова — Пунікан (1418 м).
Вулкан має абсолютну та відносну висоту 3726 м. Це найвища вершина острова Ломбок. Вершина займає 38-ме місце у світі серед гір за відносною висотою, 8-ме місце — серед острівних гір та друге місце серед вулканів Індонезії після Керінчі (3805 м).
Вулкан Рінджані має неправильну круглу основу з розмірами до 25—30 км, крутий односторонній конічний профіль, якщо дивитися зі сходу, і розташований на західних схилах стародавнього зруйнованого вулкана («сомма вулкан»), який являє собою напівкільцевий вал зі східної сторони, навколо молодшого вулканічного конуса. Західна частина вершини конуса вулкана відсікається кальдерою «Сегара Анак», овальної форми розмірами 6х8,5 км. Кальдера утворилася під час одного з найбільших голоценових вивержень в усьому світі у 1257 році н. е. Західна половина кальдери містить озеро, яке дістало назву «Анак Лаут» (дитя моря), через воду синього кольору, глибиною до 230 м, чия серпоподібна форма є результатом зростання конуса «Баруярі» в східній частині кальдери. Тут діють гарячі джерела.
Гора є одною з найголовніших рис місцевості національного парку Ґунунг Ринджані, з лісами, які ростуть на схилах на висоті до 2000—3000 метрів у первісних місцях, яких практично не торкнулася цивілізація. Біля підніжжя, на родючих ґрунтах острова, вирощуються такі сільськогосподарські культури: рис, соєві боби, кава, тютюн, бавовна, кориця, какао, гвоздика, маніок, кукурудза, кокоси, копра, банани, ваніль, зернові культури. Корінне населення, яке становить переважну частину населення острова Ломбок — «сасаки», вважає озеро і гору священними й інколи виконує тут свої релігійні обряди. З вулканом пов'язані деякі основні види туристичної діяльності, насамперед у районі села Сенару.

### Баруярі
На східній стороні кальдери стратовулкана знаходиться вулкан Бару (або конус Баруярі), який має кратер розміром 170×200 м з висотою 2296—2376 м над рівнем моря. Востаннє цей невеликий вулкан вивергався 25 жовтня 2015 року та 3 листопада 2015 року, попередньо вивергаючись у травні 2009 року та в 2004 році. Якщо виверження 2004 року не призвело до жертв, то в результаті виверження 2009 року офіційно загинула 31 особа через спалаху в Кококу (річка) Танггек через натиск лави в Сегара-Анак. Раніше було зафіксовано, що кратер Баруярі вивергався в 1944 році (а також під час його остаточного формування), 1966 і 1994 роках.

## Вулканічна активність
Вулкан відноситься до досить активних вулканів, з періодом виверження від 1—3 до 35—40 років.
Перше історично відоме виверження відбулося 600 років до н. е. з викидом тефри до 0,4 км³. Найсильніше виверження відбулося у 1257 році з індексом вулканічної експлозивності VEI — 7 і викидом вулканічних продуктів понад 100 км³. Доволі сильні виверження були у 1941 році з викидом лави до 7,4×10⁷ м³ і у 1966 році з викидом тефри до 2×10⁴ м³ і лави до 6,6×10⁶ м³. У 1994 році відбулося виверження з індексом VEI — 3, з викидом вулканічних продуктів понад 10⁷ м³. Пік останнього виверження прийшовся на 31 жовтня 2015 року і воно тривало близько двох місяців. Висота викиду попелу 31 жовтня сягала 3 км, 1—3 листопада — 2,7—4,3 км.

### Історія вивержень
З моменту першого, офіційно зафіксованого виверження у 1847 році, вулкан Ринджані був джерелом численних помірних вивержень.
| Початок               | Закінчення             | VEI |                         | Початок           | Закінчення | VEI |
|                       |                        |     | 1 серпня 2016           | 27 вересня 2016   | 2          |     |
| 30 травня 1941        | невідомо               |     | 25 жовтня 2015          | 24 грудня 2015    | 2          |     |
| 4 листопада 1915      | невідомо               | 2   | 2 травня 2009           | серпень 2010 (?)  | 2          |     |
| 30 листопада 1909     | 2 грудня 1909          | 2   | 1 жовтня 2004           | 5 жовтня 2004     | 2          |     |
| 29 серпня 1906        | невідомо               | 1   | 12 серпня 1995          | невідомо          |            |     |
| 1 червня 1901         | 2 червня 1901          | 2   | 3 червня 1994           | 21 листопада 1994 | 3          |     |
| 30 листопада 1900     | 2 грудня 1900          | 2   | 28 березня 1966         | 8 серпня 1966     | 1          |     |
| 8 серпня 1884         | 10 серпня 1884 ± 1 дн. | 2   | серпень 1965            | невідомо          | 0          |     |
| 10 вересня 1847       | 12 вересня 1847        | 2   | 15 жовтня 1953 ± 45 дн. | невідомо          | 0          |     |
| 1 липня 1257 ± 90 дн. | невідомо               | 7   | 1949                    | 1950              | 0          |     |
| 600 до н. е. (?)      | невідомо               |     | 25 грудня 1944          | 1 червня 1945 (?) | 2          |     |